# Sendenhorst
Sendenhorst (plattdeutsch Siänhuorst) ist eine Kleinstadt im Kreis Warendorf im Münsterland, rund 15 km südöstlich von Münster und etwa 20 km südwestlich der Kreisstadt Warendorf gelegen.

## Geografie

### Stadtgliederung

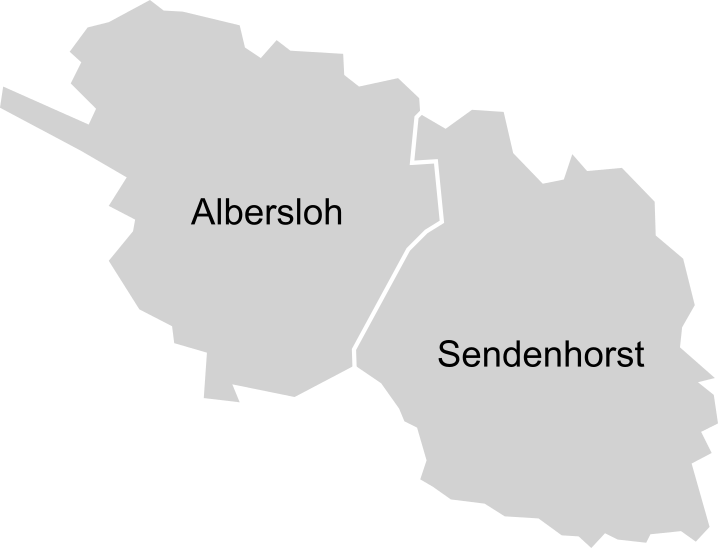
Ortsteilkarte Sendenhorst

Die Stadt Sendenhorst besteht aus den Ortsteilen Sendenhorst (ehemals Kreis Beckum) und Albersloh (ehemals Landkreis Münster). Der namensgebende Ortsteil Sendenhorst besitzt seit dem 11. August 1315 Stadtrechte. Albersloh, an der Werse gelegen, ist im Zuge der Gemeindereform im Jahr 1975 mit der Stadt Sendenhorst zusammengeschlossen worden (siehe § 6 Münster/Hamm-Gesetz).
Zum Ortsteil Sendenhorst gehören außerdem folgende Bauerschaften (von Süden, gegen den UZS): Bracht, Jönsthövel, Hardt, Rinkhöven, Elmenhorst, Sandfort, Brock.

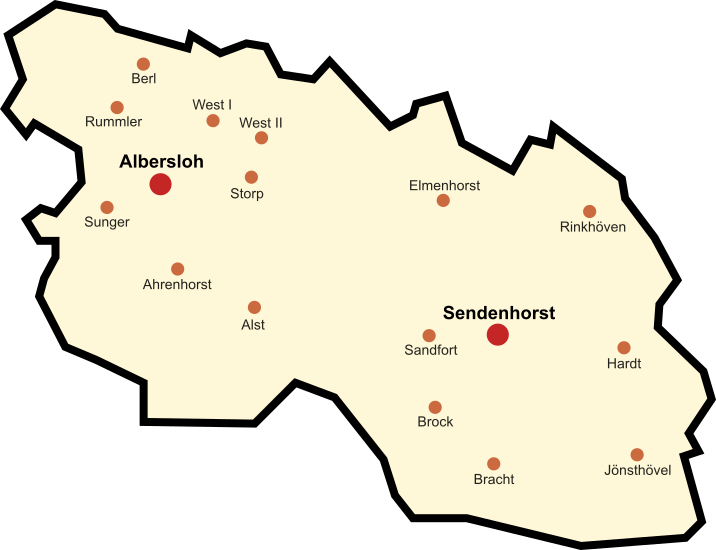
Ortsteile (rot) und Bauerschaften (orange) von Sendenhorst

Zu Albersloh gehören die Bauerschaften Sunger, Rummler, Berl, West I, West II, Storp, Alst und Ahrenhorst.

### Nachbargemeinden
Nachbargemeinden von Sendenhorst sind Münster, Everswinkel, Warendorf, Ennigerloh, Ahlen und Drensteinfurt. Nachbarorte (inklusive Dörfer) von Sendenhorst-Stadt sind Albersloh, Everswinkel, Hoetmar, Enniger, Tönnishäuschen, Vorhelm, Ahlen, Borbein und Drensteinfurt.

## Geschichte
- Aus der Zeit um 600–500 v. Chr. gibt es Urnenfriedhöfe im Gebiet um die Spithöverstraße und den Martiniring
- 890 wird Sendenhorst erstmals im Urbar (Abgabenverzeichnis) des Klosters Werden erwähnt
- Im Jahr 1175 findet sich die erste Erwähnung des Kirchdorfs Sendenhorst.
- Um 1300 erhebt der Münsteraner Bischof Ludwig II. Sendenhorst zur Stadt; am 11. August 1315 wird Sendenhorst das erste Mal in einer Urkunde Oppidum (= Stadt) genannt.[2]

Am 1. Januar 1968 wurde die Gemeinde Kirchspiel Sendenhorst eingemeindet. Am 1. Januar 1975 wurde der Kreis Beckum aufgelöst und in den Kreis Warendorf eingegliedert. Der Ort Albersloh wurde eingemeindet.
Seit 2002 liegt das Archiv der Stadt Sendenhorst im Kreiszentralarchiv Warendorf. Damit kam das Archiv erst vergleichsweise spät in das zentrale Archiv des Kreises. Davor wurde es lange Zeit ehrenamtlich betreut. Das Heimatarchiv betreut der örtliche Heimatverein.

## Politik

### Gemeinderat und Bürgermeister
Die Tabelle zeigt die Wahlergebnisse für den und die Sitzverteilung im Stadtrat seit 2009.
|             | CDU    | CDU         | SPD    | SPD         | B.f.A.1 | B.f.A.1     | FDP    | FDP         | Piraten | Piraten |
| Stimmanteil | Sitze  | Stimmanteil | Sitze  | Stimmanteil | Sitze   | Stimmanteil | Sitze  | Stimmanteil | Sitze   |         |
| ----------- | ------ | ----------- | ------ | ----------- | ------- | ----------- | ------ | ----------- | ------- | ------- |
| 2020        | 44,8 % | 11          | 30,3 % | 8           | 15,1 %  | 4           | 9,8 %  | 3           | −       | −       |
| 2014        | 46 %   | 12          | 31,2 % | 8           | 11,1 %  | 3           | 7,8 %  | 2           | 3,9 %   | 1       |
| 2009        | 50,2 % | 50,2 %      | 28,9 % | 28,9 %      | 9,1 %   | 9,1 %       | 11,8 % | 11,8 %      | −       | −       |

1B.f.A: Bürger für Aktive Kommunalpolitik
Katrin Reuscher (Parteilos) wurde 2020 mit 52,4 % der Stimmen zur Bürgermeisterin gewählt. Ihr Vorgänger Berthold Streffing wurde 2014 mit 58,8 Prozent in seinem Amt bestätigt, kandidierte aber 2020 nicht erneut.

### Hoheitszeichen
| Wappen der ehemaligen Gemeinde Sendenhorst, Kreis Warendorf | Blasonierung: „In Gold (Gelb) auf rotem Ross der rotgerüstete hl. Martin mit nebenhergehendem roten Bettler.“ |
| Wappen der ehemaligen Gemeinde Sendenhorst, Kreis Warendorf | Wappenbegründung: Das Wappen wurde am 5. September 1979 gemeinsam mit der Hissflagge, dem Banner und dem Dienstsiegel vom Regierungspräsidenten in Münster verliehen. Der heilige Martin ist als Stadt- und Kirchenpatron auf Siegelabbildungen seit dem Jahre 1489 nachweisbar. Die Farben Gold und Rot sind die Farben des früheren Hochstifts Münster, zu dem die Stadt gehörte. Das frühere Wappen im silbernen (weißen) französischen Schild zeigte das Ross auf einem mit einem roten Hügel im Schildfuß und im Oberwappen eine dreitürmige Mauerkrone. Es wurde vom preußischen König Wilhelm II. am 25. Juni 1910 verliehen. Hissflagge: „Von Gelb zu Rot zu Gelb im Verhältnis 1 : 3 : 1 längsgestreift, in der Mitte der roten Bahn der Wappenschild der Stadt.“ Banner: „Von Gelb zu Rot zu Gelb im Verhältnis 1 : 3 : 1 längsgestreift, in der Mitte der oberen Hälfte der roten Bahn der Wappenschild der Stadt..“ Stadtsiegel: „Die Stadt führt ein Dienstsiegel. Es zeigt den Wappenschild der Stadt und führt die Umschrift 'STADT SENDENHORST'.“ - Hissflagge der Stadt - Banner der Stadt - Stadtsiegel - Früheres Wappen der Stadt von 1910–1979 - Wappen der ehem. Gemeinde Albersloh - Wappen der ehem. Gemeinde Kirchspiel Sendenhorst |

Hissflagge der Stadt
Banner der Stadt
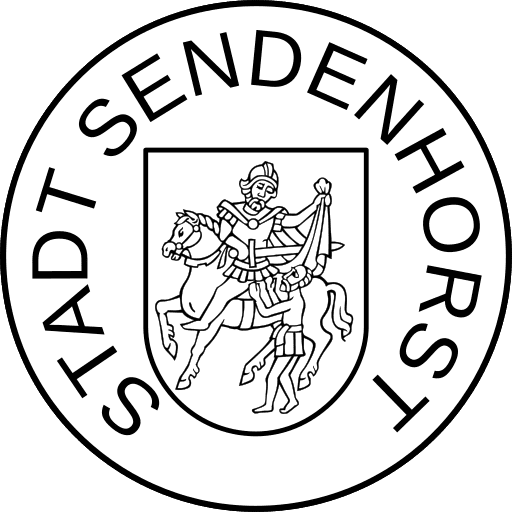
Stadtsiegel
Früheres Wappen der Stadt von 1910–1979
Wappen der ehem. Gemeinde Albersloh
Wappen der ehem. Gemeinde Kirchspiel Sendenhorst

### Partnerstadt
Kirchberg (Sachsen) ist Partnerstadt von Sendenhorst.

## Kultur

### Religion
Sendenhorst ist überwiegend katholisch geprägt. Die römisch-katholische Pfarrkirche ist die St.-Martins-Kirche. Mit St. Ludgerus (Albersloh) bildet sie heute die Katholische Kirchengemeinde St. Martinus und Ludgerus Sendenhost und Albersloh im Bistum Münster, zu der etwa 7000 Katholiken gehören.
Die Kirche der Evangelischen Kirchengemeinde Sendenhorst für Sendenhorst und Vorhelm ist die Friedenskirche (Südtor 16). Sie wurde 1952 als „Diaspora-Notkirche“ eingeweiht, nachdem die Zahl der Gemeindeglieder durch den Zuzug evangelischer Flüchtlinge nach dem Zweiten Weltkrieg stark angewachsen war, 1969 wurde die Kirche durch einen Anbau vergrößert. Albersloh gehört zur Kirchengemeinde Wolbeck.

### Theater
Die Theaterspielgruppe „Dröget Schnüffelken“ führt jährlich im Januar ein Theaterstück in niederdeutscher (plattdeutscher) Mundart auf.

### Kino
In den 1950er/60er-Jahren gab es zwei Lichtspieltheater in Sendenhorst. Das Losto-Theater, heute Volksbank Anbau, zog später zum Westtor um (heute Rotes Kreuz). Das alte Kino wurde dann als Zentral-Theater betrieben.

### Sehenswürdigkeiten
Der in Sendenhorst gebürtige Bildhauer und Ehrenbürger Bernhard Kleinhans hinterließ zahlreiche seiner meist in Bronze gearbeiteten Kunstwerke im öffentlichen Raum des Ortszentrums. Die 21 Arbeiten ergeben zusammengenommen einen Skulpturenpfad, die in der von der Stadt herausgegebenen Broschüre Bernhard Kleinhans – Ein Rundgang durch Sendenhorst dokumentiert wurden.

## Wirtschaft und Infrastruktur
Geprägt wird die Stadt, landesplanerisch als Grundzentrum eingestuft, durch Landwirtschaft und im Ortsteil Sendenhorst durch eine Ansiedlung von Betrieben der Kunststoff verarbeitenden Industrie. Starke wirtschaftliche Verflechtungen bestehen seit Jahrzehnten mit dem Oberzentrum Münster.

### Bekannte Firmen
Die VEKA AG hat ihren Hauptsitz in Sendenhorst und produziert Kunststoffprofile für Fenster, Türen, Rollläden und Kunststoffplatten. Mit rund 1.400 Mitarbeitern am Standort Sendenhorst (Stand: Januar 2022) stellt der Familienbetrieb den wichtigsten Arbeitgeber in der Umgebung dar. Die Verkehrsbetriebe Bils GmbH, eine Tochterfirma von Netinera, hat ihren Sitz in Sendenhorst. Die WF Maschinenbau und Blechformtechnik GmbH & Co. KG produziert Metallumformmaschinen, die weltweit insbesondere Felgen, Getriebeteile und Rohre fertigen.

### Bildung
An Bildungseinrichtungen weist Sendenhorst je eine Grundschule in den beiden Ortsteilen sowie eine Realschule (in kirchlicher Trägerschaft) im Ortsteil Sendenhorst auf. Am 4. September 2013 wurde der Betrieb einer Montessori-Sekundarschule in Sendenhorst aufgenommen (heute: Montessori-Gesamtschule).

### Gesundheit
Das St.-Josef-Stift ist eine Fachklinik für Orthopädie, Rheumatologie und Wirbelsäulenerkrankungen. Die nächstgelegenen allgemeinen Krankenhäuser befinden sich in Münster und Ahlen.

## Verkehr

### Schienenverkehr
Sendenhorst liegt an der Bahnstrecke Münster–Warstein, die sich im Besitz der Westfälischen Landes-Eisenbahn (WLE) befindet. Hier fahren zurzeit regulär ausschließlich Güterzüge. Eine Reaktivierung für den Personenverkehr im Abschnitt Münster–Sendenhorst ist schon lange in Planung. Sie steht zurzeit jedoch in Konkurrenz zur Strecke Harsewinkel–Gütersloh–Verl. Die Kosten für die notwendige Modernisierung sollen 32,3 Millionen Euro betragen, der laufende Zuschuss 3,5 bis 3,9 Millionen Euro pro Jahr. Eine Untersuchung geht von 6260 Fahrgästen pro Tag aus. In der Hauptverkehrszeit soll ein 20-Minuten-Takt angeboten werden, in der Nebenverkehrszeit ein 20-/40-Minuten-Takt. Im September 2015 befand sich das Projekt nach wie vor in der Vorentwurfsplanung, wobei die möglichen Kosten mit „rund 40 Millionen“ angegeben wurden. Am 3. Juli 2019 stimmte der Verkehrsausschuss des Landtags von Nordrhein-Westfalen einstimmig für die Aufnahme der Strecke in den Bedarfsplan des Landes für den Öffentlichen Personennahverkehr.
Für die weitere Strecke nach Neubeckum wurde ein geringerer Nutzen-Kosten-Faktor ermittelt. Von einer Verlängerung bis ins Mittelzentrum Beckum wird vorerst aufgrund eines neu zu errichtenden Überwerfungsbauwerkes beziehungsweise einer niveaugleichen Kreuzung aller vier Gleise der Hauptstrecke Hamm–Minden und den damit verbundenen Kapazitätseinschränkungen abgesehen.
Die Stadt ist zu 1,76 % an der Westfälischen Landes-Eisenbahn GmbH beteiligt.

### Busverkehr
| Linie | Verlauf                                                                                         | Takt                                              |
| ----- | ----------------------------------------------------------------------------------------------- | ------------------------------------------------- |
| S30   | Münster (Westf) Hbf – Albersloh – Sendenhorst – Tönnishäuschen – Vorhelm – Neubeckum – Beckum   | 60 min (Mit einzelnen Verstärkern Mo–Fr)          |
| R32   | Münster (Westf) Hbf – Wolbeck – Albersloh – Sendenhorst                                         | 60 min (Mo–Sa), 120 min (So)                      |
| R33   | Sendenhorst – Tönnishäuschen – Enniger – Ennigerloh                                             | 60 min (Mo–Fr), 120 min (Sa–So)                   |
| R55   | Ahlen – Sendenhorst                                                                             | 60 min (Mo–Sa), 120 min (So)                      |
| N1    | Münster (Westf) Hbf – Münster MCC/Halle Münsterland – Albersloh – Sendenhorst – Vorhelm – Ahlen | Einzelne Fahrten (Fr auf Sa), 120 min (Sa auf So) |

### Interkontinentaler Airport
Zu Beginn der 1970er-Jahre wurde zwischen Sendenhorst, Albersloh und Drensteinfurt der Flughafen Westfalen mit fünf Start- und Landebahnen geplant. Die Kosten beliefen sich auf geschätzt 1,1 Mrd. DM. Die Planungen wurden 1973 eingestellt, der Grund für das Scheitern waren der Einspruch der Bundesregierung und die Tiefflugschneisen der Briten, die zu diesem Zeitpunkt noch Besatzungsrechte in Deutschland hatten.

## Sport
Der Breitensport wird vorrangig durch die 12 Abteilungen der SG Sendenhorst 1910 e. V. abgedeckt. Im Bereich des Pferdesports ist der Reit- und Fahrverein Sendenhorst aktiv.
Seit 2008 besteht eine Swingolfanlage. Für diese Sportart gilt das Münsterland als Schwerpunktraum innerhalb Europas.

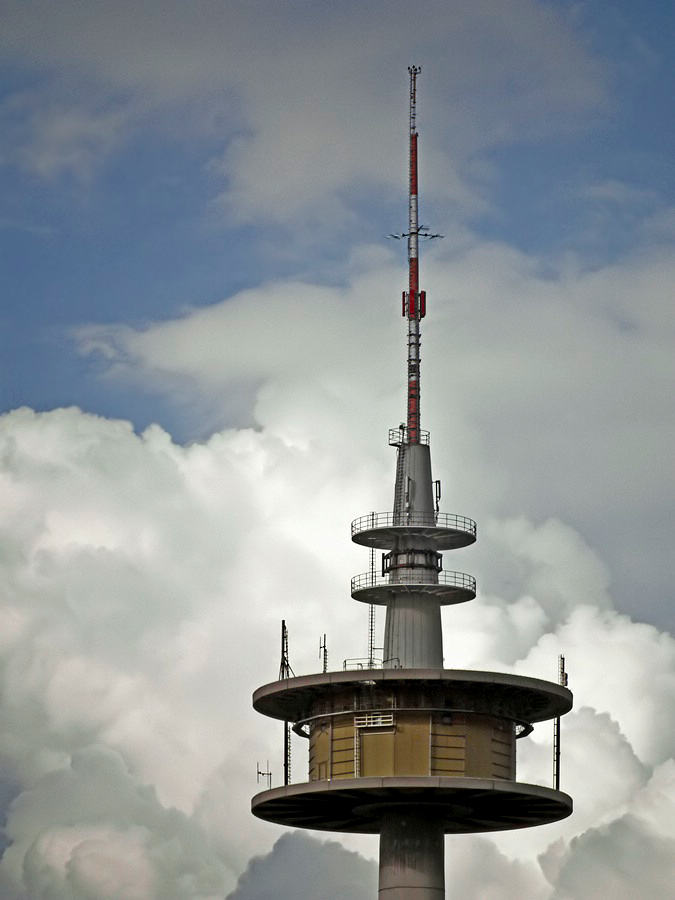
Fernmeldeturm Sendenhorst
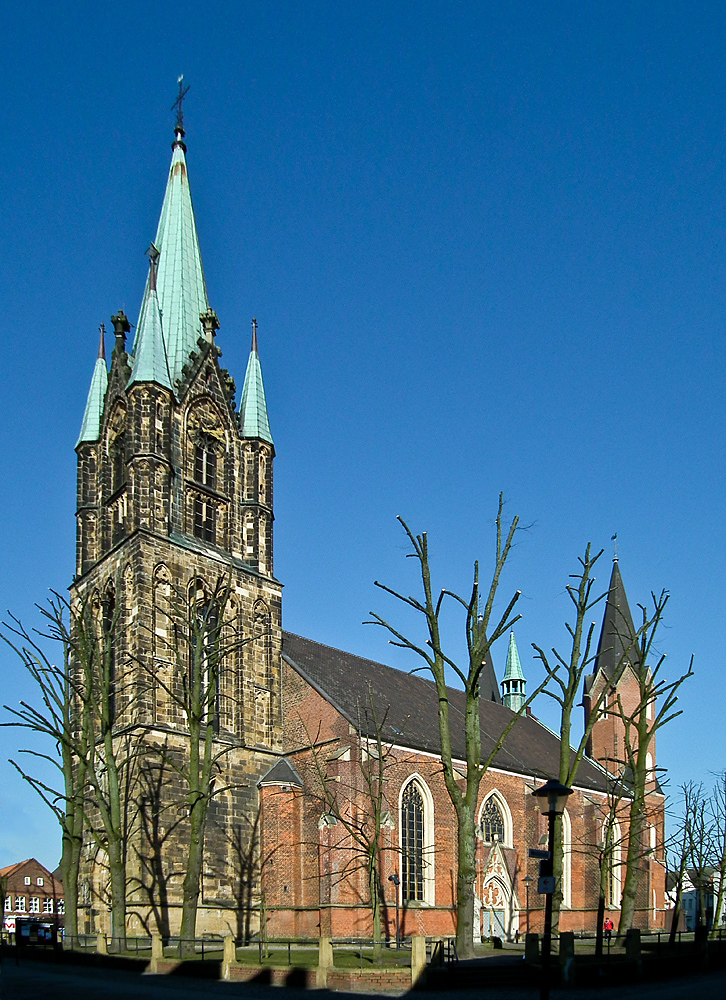
Kirche St. Martin
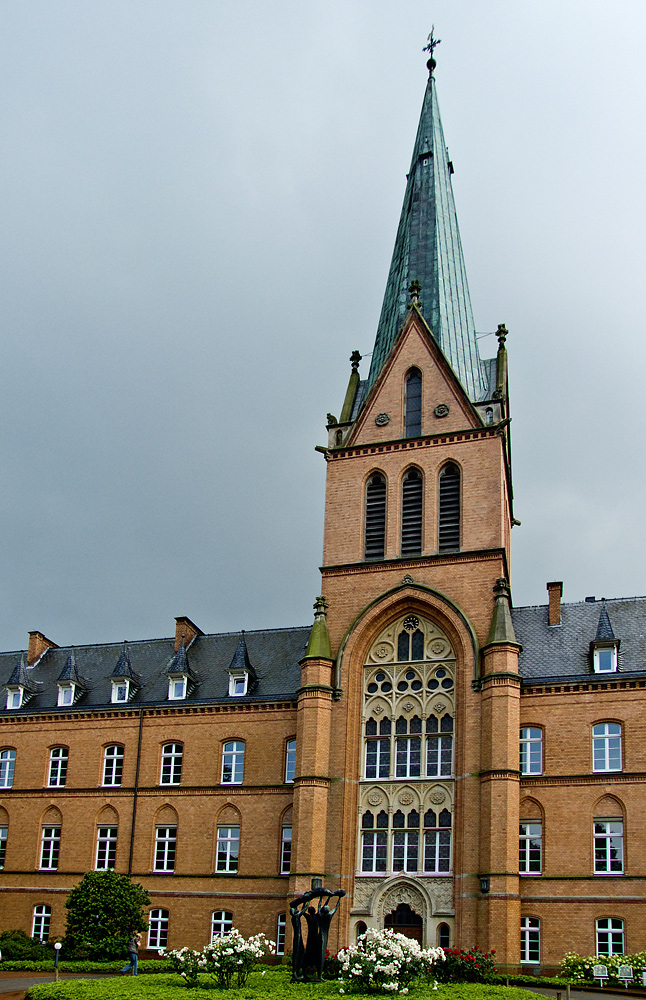
Kirchturm St.Josef Stift

## Bauwerke
- 133 Meter hoher Fernmeldeturm vom Typ FMT 12 51° 50′ 56″ N, 7° 50′ 22″ O
- 70 Meter Kirchturm St. Martin 51° 50′ 38,92″ N, 7° 49′ 39,06″ O
- 56 Meter Kirchturm St. Josef Stift bei 51° 50′ 35,32″ N, 7° 49′ 16,22″ O

Siehe auch Liste der Baudenkmäler in Sendenhorst

## Söhne und Töchter der Stadt
- Burckhard Bergmann (* 1943), Industriemanager
- Robert Brüning (1857–1912), preußischer Landrat
- Christoph Butterwegge (* 1951), Politikwissenschaftler (geboren in Albersloh)
- Bernhard Daldrup (* 1956), Politiker (SPD), seit 2013 Bundestagsabgeordneter
- Martin Happe (* 1945), römisch-katholischer Bischof von Nouakchott in Mauretanien
- Chiara Hoenhorst (* 1997), Volleyballspielerin
- Alexander Klaws (* 1983), Sänger, Schauspieler, Musicalstar
- Bernhard Kleinhans (1926–2004), Bildhauer
- August Panning (1857–1922), Bürgermeister der Stadt Werl
- Johannes Petermann (1886–1961), Oberbürgermeister und Regierungspräsident von Osnabrück
- Henning Rehbaum (* 1973), Bundestagsabgeordneter (CDU)
- Heinrich Seelige (1872–1937), Bildhauer
- Josef Spithöver (1813–1892), Stifter des St.-Josef-Stifts
- Annette Watermann-Krass (* 1957), Politikerin (SPD, MdL)
- Dieter Wendland (1950–2024), Fußballspieler und -trainer bei Holstein Kiel
- Bernhard Wessel (1936–2022), Bundesliga-Torhüter, 1963 Deutscher Fußballmeister mit Borussia Dortmund
- Jochen Wolfram (* 1966), Segler
- Ludger Wößmann (* 1973), Volkswirtschaftler und Bildungsökonom